# Birgitta Öhman
Catherine Birgitta Öhman, född Gustavson 22 mars 1937 i Falköping, är en svensk regissör, manusförfattare och TV-producent.
Hon var gift med professor Sven Öhman (1936–2008) och är mor till Johannes Öhman.

## Regi i urval
- 1993 - Flickan och sagorna
- 1986 - Anne-Marie alkoholist?
- 1986 – Plötsligt skulle vi skiljas
- 1985 - Fridas flykt

## Filmmanus i urval
- 1993 - Flickan och sagorna
- 1985 - Fridas flykt